# Eparina
L'eparina, dal greco "ἧπαρ" (fegato) (fu inizialmente estratta dal fegato di cane), è un glicosaminoglicano altamente solfatato, ampiamente utilizzato come farmaco iniettabile anticoagulante. Ha la più alta densità di carica negativa tra tutte le biomolecole conosciute. Può inoltre essere impiegata come collirio oppure per formare superfici anticoagulanti in esperimenti di vario genere e cure mediche (emodialisi). L'eparina ad uso farmaceutico viene ricavata generalmente dalla mucosa di intestino suino o di polmone bovino. Da sottolineare che l'eparina viene prodotta dai mastociti ed inglobata in granuli a secrezione regolata insieme ad altri granuli così come l'istamina, venendo liberata in modo violento quando avvengono reazioni allergiche causate dal riconoscimento di antigeni dai recettori sui mastociti.
La sua azione viene efficacemente antagonizzata dal cloridrato e dal solfato di protamina.
È sull'elenco dei farmaci essenziali per l'Organizzazione Mondiale della Sanità, oltre ad essere tra i farmaci più efficaci e sicuri nel sistema sanitario.
È nota anche come eparina non frazionata (UFH). È inoltre disponibile una versione frazionata di eparina, nota come eparina a basso peso molecolare.

## Storia
La scoperta dell'eparina è stata annunciata nel 1916 da Jay McLean e William Henry Howell, anche se non entrò negli studi clinici fino al 1935. McLean era uno studente di medicina al secondo anno alla Johns Hopkins University e stava lavorando sotto la guida di Howell che indagava sui preparati pro-coagulanti, quando isolarono una molecola anticoagulante fosfatidica liposolubile all'interno del tessuto epatico canino. Nel 1918, Howell coniò il termine 'eparina' per questo tipo di anticoagulante solubile nei grassi. Nei primi anni '20 Howell isolò un anticoagulante polisaccaridico idrosolubile, che egli denominò nuovamente 'eparina', anche se era una molecola diversa dai preparati fosfatidici scoperti in precedenza. Il lavoro di McLean come chirurgo probabilmente cambiò l'attenzione del gruppo di Howell per cercare anticoagulanti, che alla fine ha portato alla scoperta di alcuni polisaccaridi.
Negli anni '30 molti ricercatori focalizzarono i propri studi sull'eparina. Erik Jorpes del Karolinska Institutet scoprì la struttura dell'eparina nel 1935, che ha permesso alla società svedese Vitrum AB di lanciare il primo prodotto a base di eparina per uso endovenoso nel 1936.
Tra il 1933 e il 1936, i Connaught Medical Research Laboratories perfezionarono una tecnica sicura e non tossica per la produzione di eparina che poteva essere somministrata ai pazienti, in soluzione salina. I primi trial umani dell'eparina iniziarono nel maggio del 1935. Nel 1937, l'eparina del Connaught era facilmente disponibile ed efficace come anticoagulante del sangue. Prima del 1933, l'eparina era disponibile in piccole quantità, era estremamente costosa e tossica e, di conseguenza, di scarso valore medico.

## Struttura molecolare
L'eparina allo stato natio possiede un peso molecolare compreso tra i 3 e i 40 kDa anche se la media dei pesi molecolari della maggior parte delle eparine commerciali si aggira tra i 12 e i 15KDa. 
L'eparina è un carboidrato e appartiene alla famiglia dei glicosaminoglicani, che include un'altra molecola molto simile all'eparina, ovvero l'eparan solfato, costituito anch'esso da unità ripetitive di disaccaride. 
La più comune unità disaccaridica è composta da acido iduronico 2-solfato e 6-O-sulfato, glucosamina N-solfato (IdoA(2S)-GlcNS(6S) ). Per esempio nel polmone di bovino questa unità è presente per l'85% mentre nella mucosa intestinale di suino per il 75%. Meno comune è invece il disaccaride che contiene glucosamina 3-O-solfato (GlcNS(3S,6S) o glucosamina con un gruppo amminico libero (GlcNH). In condizioni fisiologiche i gruppi estere o ammide solfato vengono deprotonati e attraggono controioni carichi positivamente per formare sali dell'eparina ed è proprio in questa forma che le eparine vengono somministrate come anticoagulanti.
1 unità USP di eparina è la quantità necessaria per mantenere fluido 1 mL di sangue di pecora per 1 ora . A seconda della formulazione di eparina , potrà essere necessaria una quantità (espressa in mg ) minore o maggiore di eparina per avere 1 unità USP .

### Abbreviazioni
- GlcA = β-L-acido glucuronico
- IdoA = α-L-acido iduronico
- IdoA(2S) = 2-O-sulfo-α-L-iduronic acid
- GlcNAc = 2-deoxy-2-acetamido-α-D-glucopyranosyl
- GlcNS = 2-deoxy-2-sulfamido-α-D-glucopyranosyl
- GlcNS(6S) = 2-deoxy-2-sulfamido-α-D-glucopyranosyl-6-O-sulfate

### Struttura tridimensionale

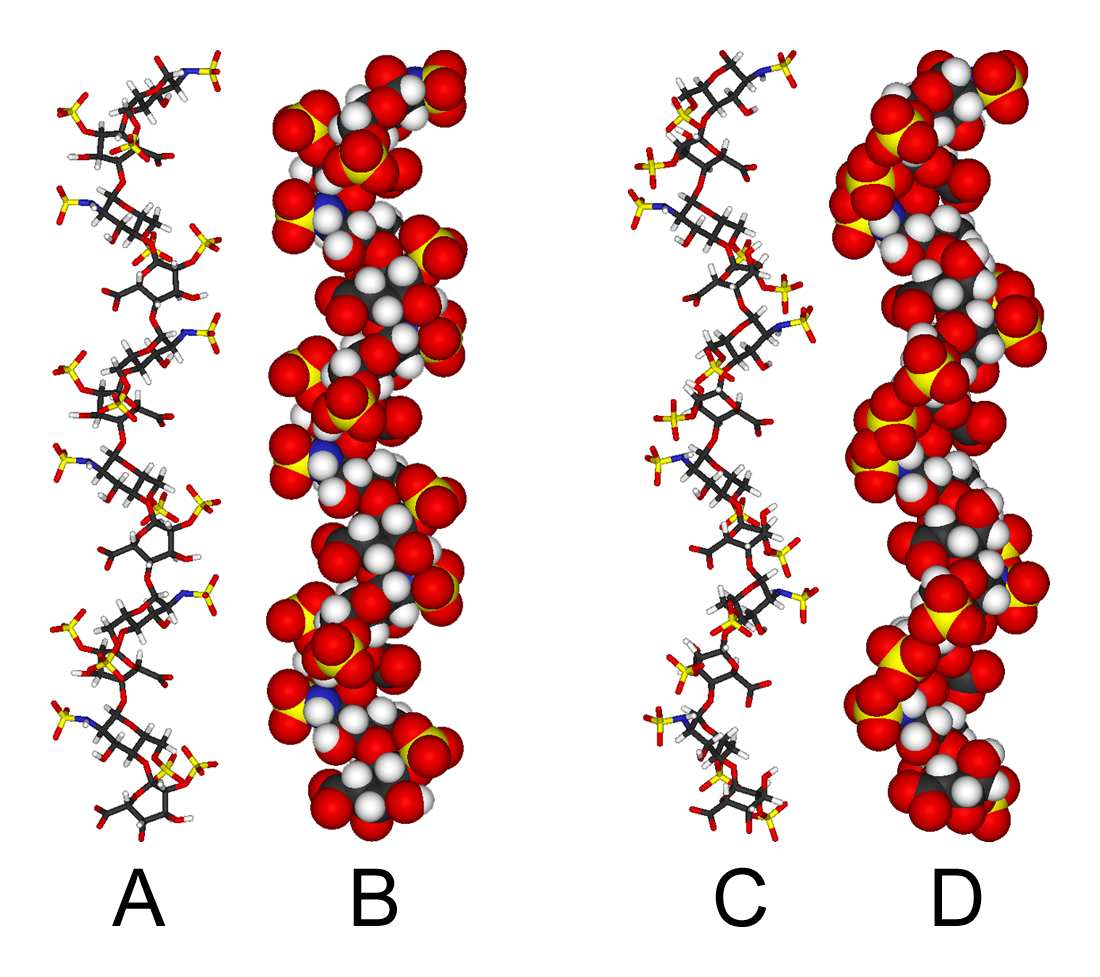
A = 1HPN (tutti residui IdoA(2S) nella conformazione ^{2}S_{0})
B = modello di van der Waals di "A"
C = 1HPN (tutti residui IdoA(2S) nella conformazione ^{1}C_{4})
D = modello di van der Waals di "C"

La struttura tridimensionale dell'eparina è molto complicata poiché l'acido iduronico potrebbe essere presente in almeno due conformazioni a bassa energia quanto questa unità è localizzata al centro dell'oligosaccaride. Lo stato di equilibrio è quindi mantenuto dalla quantità di gruppi solfato degli zuccheri adiacenti (glucosamine). La struttura di una molecola di eparina costituita da un oligopolimero composto da 12 unità saccaridiche (6 x GlcNS(6S)-IdoA(2S) ) è stata determinata via NMR e tramite tecniche di 'molecular modelling'.
In questo modello l'eparina assume una classica conformazione a elica, con un passo di 17 ångström su entrambi i lati dell'asse dell'elica.

## Farmacologia
In natura, l'eparina è un polimero con una catena di varie dimensioni. L'eparina non frazionata (UFH) come farmaco è eparina che non è stata frazionata per sequestrare la frazione di molecole a basso peso molecolare.
Al contrario, l'eparina a basso peso molecolare (LMWH) ha subito un frazionamento allo scopo di rendere la sua farmacodinamica più prevedibile. Spesso è possibile utilizzare UFH o LMWH; in alcune situazioni è preferibile l'una o l'altra.

### Meccanismo di azione
L'eparina è una molecola con attività anticoagulante naturale, prodotta nell'apparato di Golgi dei basofilociti e dei mastociti. L'eparina si lega naturalmente a un fattore del sangue, l'antitrombina III, un enzima inibitore che a seguito del legame con l'eparina stessa cambia conformazione esponendo il suo sito attivo. 
L'AT-III attivata a sua volta inattiva la trombina (Fattore IIa), il Fattore X, e altre proteasi coinvolte nella coagulazione del sangue. 
AT-III si lega specificatamente a una sequenza pentasaccaridica solfata contenuta nella sequenza polimerica dell'eparina: GlcNAc/NS(6S)-GlcA-GlcNS(3S,6S)-IdoA(2S)-GlcNS(6S).
È proprio il cambiamento conformazionale di AT-III a seguito del legame con l'eparina che permette la disattivazione del fattore Xa da parte dell'antitrombina stessa. Tale disattivazione del fattore X attivo necessita inoltre di un legame tra il pentasaccaride dell'eparina e il fattore Xa stesso. Tali interazioni sono possibili grazie all'alta densità di carica elettronegativa dell'eparina e la formazione di un complesso ternario tra AT-III, trombina ed eparina risulta quindi nella disattivazione della trombina stessa. La formazione del complesso ternario dipende quindi dalla lunghezza del polimero eparina (almeno 18 unità disaccaridiche). Al contrario invece l'inattivazione del fattore Xa richiede un pentasaccaride come il Fondaparinux.
Questa differenza di dimensioni ha portato allo sviluppo di eparine a basso peso molecolare (LMWH) e, più recentemente, a Fondaparinux come anticoagulanti farmaceutici. LMWHs e fondaparinux mirano all'attività antifattore Xa piuttosto che all'attività antitrombinica, allo scopo di facilitare una più sottile regolazione della coagulazione e un indice terapeutico migliorato. Quest'ultimo è un pentasaccaride sintetico, la cui struttura chimica è quasi identica alla sequenza di pentasaccaridi leganti AT che può essere trovata all'interno di eparina polimerica ed eparan solfato.
Con LMWH e fondaparinux, il rischio di osteoporosi e trombocitopenia indotta da eparina (HIT) è ridotto. Anche il monitoraggio del tempo di tromboplastina parziale attivata non è richiesto e non riflette l'effetto anticoagulante, poiché l'APTT è insensibile alle alterazioni del fattore Xa.
Danaparoid, una miscela di eparan solfato, dermatan solfato e condroitin solfato può essere usato come anticoagulante in pazienti con HIT sviluppato. Poiché il danaparoid non contiene frammenti di eparina o eparina, la reattività crociata del danaparoid con gli anticorpi indotti con eparina è inferiore al 10%.
Gli effetti dell'eparina sono misurati in laboratorio dal tempo parziale di tromboplastina (aPTT), una delle misure del tempo impiegato dal plasma sanguigno per formare il coagulo. Il tempo parziale di tromboplastina non deve essere confuso con il tempo di protrombina, o PT, che misura il tempo di coagulazione del sangue attraverso un diverso percorso della cascata della coagulazione.

### Somministrazione
L'eparina viene somministrata per via parenterale perché non viene assorbita dall'intestino, a causa della sua elevata carica negativa e di grandi dimensioni. Può essere iniettato per via endovenosa o sottocutanea (sotto la pelle); le iniezioni intramuscolari (nei muscoli) sono evitate a causa del potenziale per la formazione di ematomi. A causa della sua breve emivita biologica di circa un'ora, l'eparina deve essere somministrata frequentemente o come infusione continua.
L'eparina non frazionata ha un'emivita di circa 1-2 ore dopo l'infusione, mentre la LMWH ha un'emivita di 4-5 ore.
L'uso di LMWH ha consentito il dosaggio una volta al giorno, quindi non richiede un'infusione continua del farmaco. Se è necessaria una terapia anticoagulante a lungo termine, l'eparina viene spesso utilizzata solo per iniziare la terapia anticoagulante fino a un anticoagulante orale, per es. il warfarin.
L'American College of Chest Physicians ha pubblicato delle linee guida cliniche sulla somministrazione di eparina.

## Uso clinico
In dosi terapeutiche, agisce come anticoagulante, impedendo la formazione di coaguli e l'estensione dei coaguli esistenti all'interno del sangue. L'Eparina non rompe direttamente i trombi già formati (a differenza dell'Attivatore del Plasminogeno Tissutale), ma consente ai meccanismi di lisi del trombo di funzionare meglio per abbattere i trombi già formati. L'eparina è generalmente usata per l'anticoagulazione per le seguenti condizioni:
- Sindrome coronarica acuta (es. NSTEMI);
- Fibrillazione atriale;
- Bypass cardiopolmonare per la chirurgia del cuore;
- ECMO ,
- Emofiltrazione;
- All'interno di cateteri venosi centrali o periferici.

In particolare viene utilizzata per trattare e prevenire la trombosi venosa profonda, embolia polmonare e tromboembolia arteriosa. Viene anche usato nel trattamento di attacchi cardiaci e angina instabile. Viene somministrato per iniezione in vena.
L'eparina e i suoi derivati a basso peso molecolare (ad es., Enoxaparina, Dalteparina, Tinzaparina) sono efficaci nel prevenire trombosi venose profonde e embolia polmonare in persone a rischio, ma non c'è alcuna prova che indica la maggior efficacia dell'uno rispetto all'altro nel prevenire la mortalità.
L'eparina sembra essere relativamente sicura per l'uso durante la gravidanza e l'allattamento.

### Effetti collaterali

#### Effetti collaterali emorragici
Gli effetti collaterali comuni includono sanguinamento, dolore al sito di iniezione e piastrinopenia.
Un grave effetto collaterale dell'eparina è la trombocitopenia indotta da eparina (HIT), causata da una reazione immunologica che rende le piastrine un bersaglio della risposta immunologica, con conseguente degradazione delle piastrine. Questa condizione viene normalmente invertita alla sospensione e in generale può essere evitata con l'uso di eparine sintetiche. Inoltre, una forma benigna di trombocitopenia è associata all'uso precoce dell'eparina, che si risolve senza interrompere l'eparina.
Maggiore attenzione è necessaria nei pazienti con insufficienza renale .

#### Effetti collaterali non emorragici
Sono noti vari effetti collaterali non emorragici del trattamento con eparina: 
- aumento dei livelli di aminotransferasi sierica che è stato riportato nel 80% dei pazienti che hanno ricevuto eparina. Questa anomalia non è associata alla disfunzione epatica e scompare dopo la sospensione del farmaco.[25]
- una seconda complicazione è l'iperkaliemia, che è il risultato della soppressione dell'aldosterone indotta da eparina. L'iperkalemia può apparire entro pochi giorni dall'inizio della terapia con eparina.[26]
- Più raramente, gli effetti collaterali alopecia e osteoporosi possono verificarsi con l'uso cronico di eparina.

### Complicanze
- Osteoporosi
- Emorragia
- Trombocitopenia da eparina